# 울리자이언트쥐
울리자이언트쥐(Kunsia tomentosus)는 비단털쥐과 목화쥐아과에 속하는 설치류의 일종이다. 울리자이언트쥐속 (Kunsia)의 유일종이다. 남아메리카밭쥐족에 속하며, 현재 알려져 있는 아종은 없다. 볼리비아와 브라질에서 발견된다. 자연 서식지는 습윤 초원 지대이다.